# Базальний конгломерат
Конгломера́т база́льний (англ. basal conglomerate, нім. Basiskonglomerat n, Grund-konglomerat n, Bodenkonglomerat n) — пласт конгломерату в основі осадової товщі (світи), яка залягає з кутовим або паралельним неузгодженням на поверхні древніших утворень. Свідчить про процес руйнування суші при наступі на неї моря (новому етапі осадоутворення).
Базальні конгломерати, як правило, присутні в основі послідовностей, закладених під час морських трансгресій вище неузгодженості. Вони представляють положення берегової лінії в певний час і є діахронними.
Добре відсортований, літологічно однорідний конгломерат, який утворює нижню стратиграфічну одиницю осадового ряду і спирається на поверхню ерозії. Зазвичай він зустрічається у вигляді відносно тонкого, поширеного або плямистого шару кварцового пісковику.